# Réserve naturelle provinciale de la section du village de Meishu
La Réserve naturelle provinciale de la section du village de Meishu (en chinois 梅树村剖面省级自然保护区, Méishùcūnpōumiànshěngjízìránbǎohùqū en hanyu pinyin, ou, de façon plus courte, 梅树村自然保护区, se traduisant par  réserve naturelle du village de Meishu) est une réserve naturelle située dans le District de Jinning dans la province du Yunnan en Chine.
La réserve se situe près du village de Meishu (梅树村 Méishùcūn). La réserve est constituée principalement dans un but de protection d'une section stratigraphique datée du Cambrien inférieur. Cette section contient notamment des fossiles de la cyanobactérie Obruchevella avec les espèces O parva, O. parvissima, O. delicata et O. meishucunensis, ainsi que des petits fossiles coquilliers.